# Gallos Negros LFA
Los Gallos Negros son un equipo mexicano de fútbol americano de la Liga de Fútbol Americano Profesional de México (LFA), fundado el 7 de diciembre de 2021 con sede en la Ciudad de Querétaro. Fue uno de los tres equipos de expansión  de la liga para la temporada 2022.
Sus juegos como locales estarán llevándose a cabo en el recién remodelado Estadio Olímpico de Querétaro, uno de los estadios más modernos de la liga. Su franquiciatario son un grupo de empresarios locales y grupo Gallos de Querétaro, dicho grupo tiene equipos deportivos en otras ligas deportivas de México, como Gallos Blancos de Querétaro en la liga MX, entre otros.

## Historia
El equipo fue fundado en diciembre de 2021 con el nombre de "Gallos Negros", esto por su relación con el equipo de futbol Gallos Blancos de la Liga BBVA MX de Querétaro, El equipo nace después de la mudanza de los Condors de la CDMX a Querétaro aun con el cambio de colores, la afición no se sentía identificada y gracias a esto nacieron los Gallos Negros. Fueron uno de los dos equipos de expansión de la Liga para 2022. Juegan en el Estadio Olímpico Alameda.

### Gallos Negros: Coach Félix Buendía

#### Temporada 2022
En su primera temporada, bajo la dirección del entrenador Félix Buendía obtuvo un récord negativo de 1-5 en temporada regular, sin embargo, debido al sistema de competencia clasificó a postemporada. En juego de Comodines Gallos Negros ganó a Mexicas en la Ciudad de México por 14-7 eliminando a uno de los favoritos. Para el juego de semifinales dio la sorpresa al vencer como visitante a los Dinos de Saltillos por marcador 27-20, logrando así su pase al Tazón México. En el Tazón México llevado a cabo en Tijuana Gallos Negros cayo frente a Fundidores de Monterrey 18-14 perdiendo así el campeonato. 

### Gallos Negros: Reconstrucción

#### Temporada 2023
En su segunda temporada Gallos Negros sufrió una renovación tanto en el roster como en el staff de coucheo, dejando al equipo el coach Félix Buendía así como su staff y la salida de jugadores importantes con los que lograron el subcampeonato como, Sergio Olvera, Humberto López, Marco García, Emilio Fernández, Maximiliano Hernández, Fernando Espinoza entre otros. El nuevo head coach fue Rubén Contreras, coach sin experiencia en LFA lo cual se vio reflejado teniendo un record de 0-4, saliendo del equipo en la semana 5, su lugar fue tomado por el coach Juan Carlos Maya, que poco pudo hacer para revertir los resultados obteniendo eun record de 1-5, logrando la primera victoria como local de la franquicia.

## Estadísticas
| Temporada | Entrenador                | Temporada Regular | Temporada Regular | Temporada Regular | Postemporada | Postemporada | Postemporada                             |
| Temporada | Entrenador                | Récord            | Cociente          | Resultado         | Récord       | Cociente     | Resultado                                |
| --------- | ------------------------- | ----------------- | ----------------- | ----------------- | ------------ | ------------ | ---------------------------------------- |
| 2022      | Félix Buendía             | 1-5               | 0.1.67            | 6.º Clasificado   | 2-1          | 0.750        | Pierde ante Fundidores el Tazón México V |
| 2023      | Rubén Contreras/Juan Maya | 1-9               | 0.100             | 9.º clasificado   | —            | —            | No clasificó                             |
| 2024      | Carlos Strevel            | 0-0               | 0.000             | —                 | —            | —            | —                                        |

## Jugadores

### Plantel actual
Roster de la Temporada Actual

## Uniforme
El uniforme de los Reyes se caracteriza por ser uno de los mejores que hay dentro de la LFA, con un diseño simple en color azul y el alternativo en blanco, además de que en algunas ocasiones se usaron diferentes combinaciones, donde resalta el color amarillo.  

### Uniformes anteriores
- 2022

Uniformes anteriores
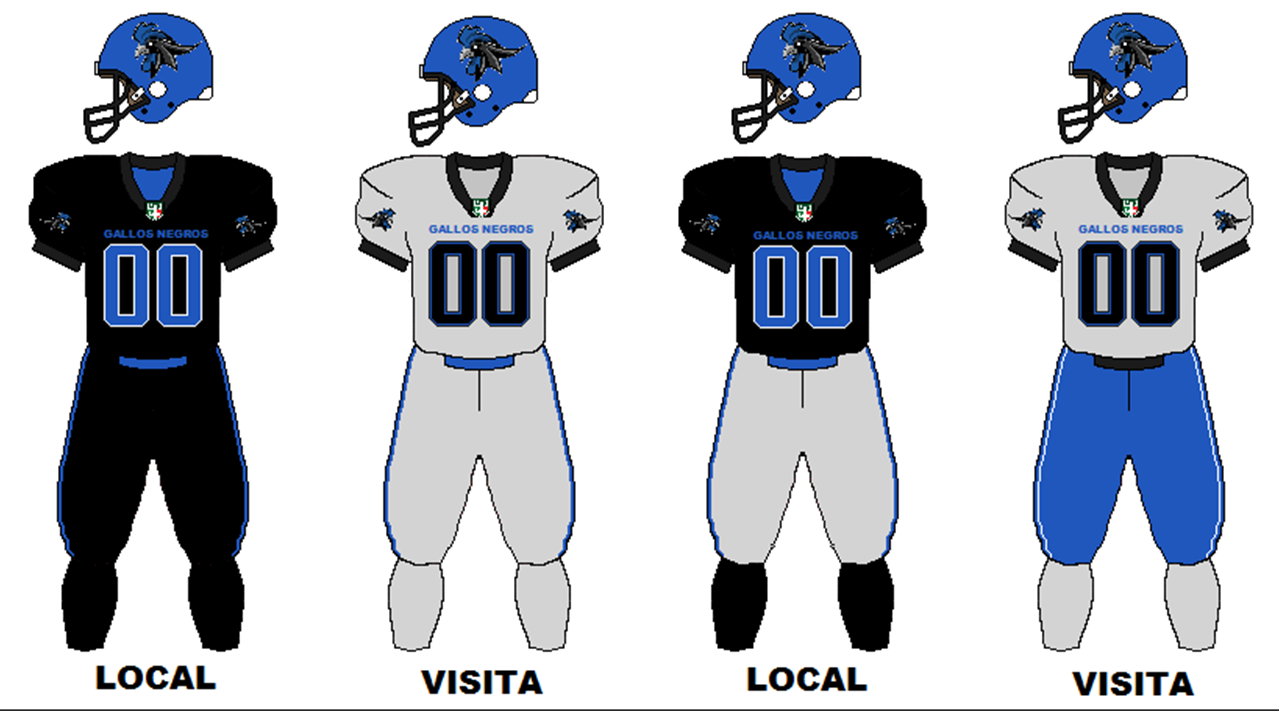
Temporada 2022 combinaciones

- 2023

Uniformes actuales
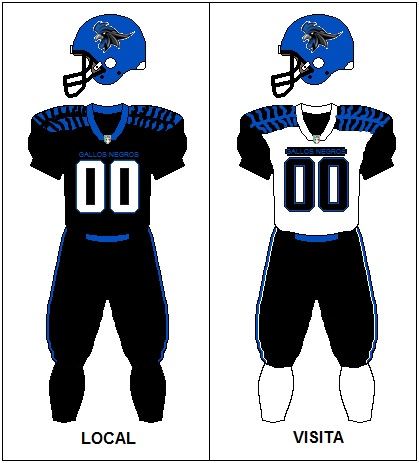
Temporada 2023

### Indumentaria
A continuación se enumeran en orden cronológico el fabricante de las indumentarias del club que ha tenido desde 2022.
| Período | Proveedor  |
| ------- | ---------- |
| 2022-   | CDR Sports |

## Instalaciones

### Estadio Olímpico Alameda

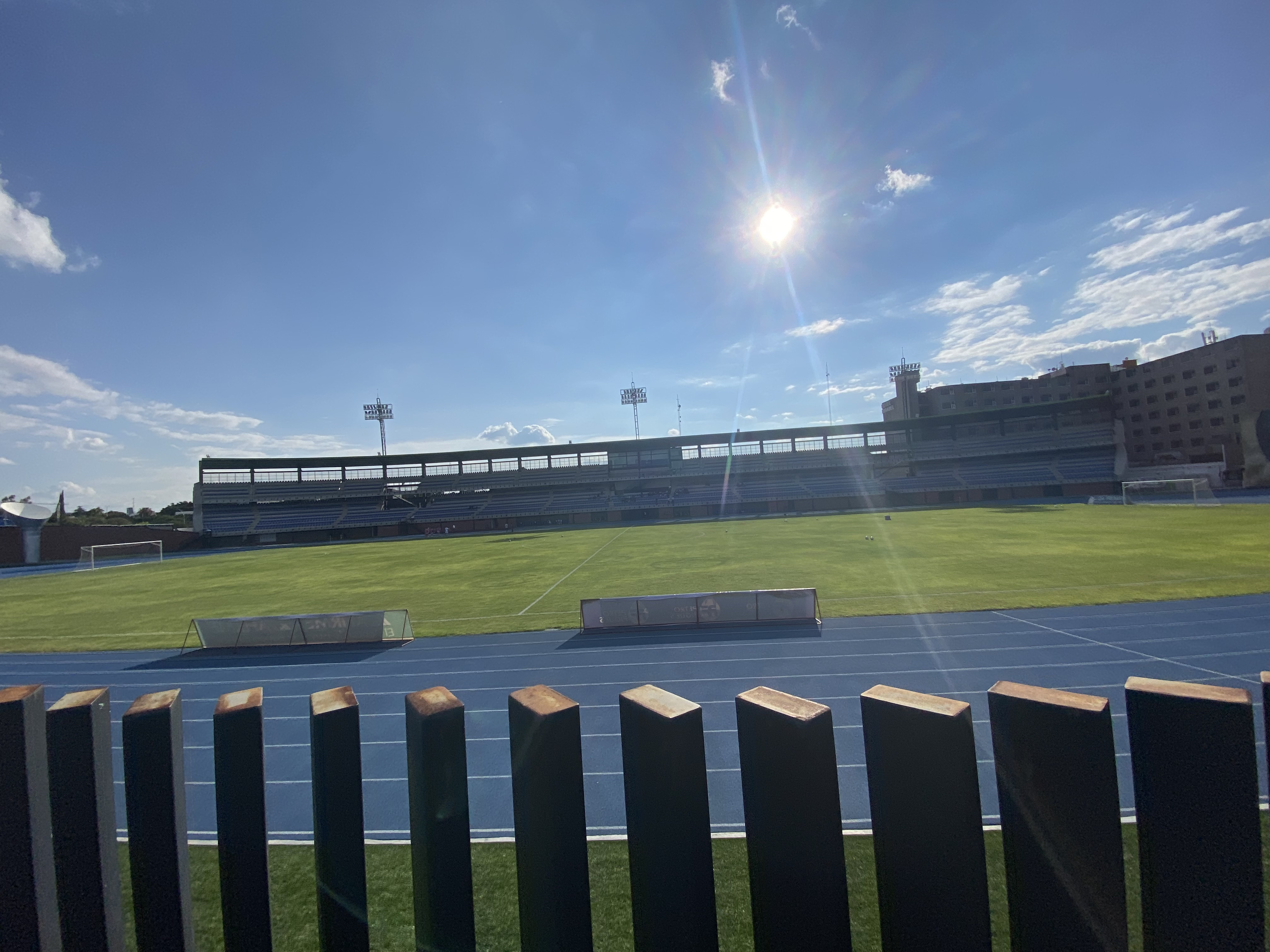
Estadio Olímpico QRO

El Estadio Olímpico Alameda es un recinto deportivo multiusos que se encuentra ubicado en el centro de la ciudad de Querétaro. El estadio cuenta con gradas con capacidad de 4,500 espectadores así como un palco presidencial. Durante el 2020 sufrió una gran remodelación, con la cual se mejoraron sus espacios, creando nuevas zonas como un segundo piso, un área de prensa, área para transmisión de TV y un restaurante, además de tener un nuevo estacionamiento.
Actualmente es la casa de los Gallos Negros durante su temporada debut en la LFA.